# Éric-Emmanuel Schmitt
Pour les articles homonymes, voir Schmitt.
Éric-Emmanuel Schmitt, né le 28 mars 1960 à Sainte-Foy-lès-Lyon (Rhône), est un dramaturge, nouvelliste, romancier, réalisateur et comédien franco-belge.

## Biographie

### Famille
Les parents d'Éric-Emmanuel Schmitt étaient professeurs d’éducation physique et sportive. Champion universitaire de France en boxe, son père est ensuite devenu masseur-kinésithérapeute dans des cliniques pédiatriques. Sa mère Jeannine Schmitt-Trolliet était championne de course à pied.

### Formation
Élève au lycée de Saint-Just de Lyon où il est lauréat du concours général, Éric-Emmanuel Schmitt entre en hypokhâgne et khâgne au lycée du Parc, il réussit le concours d'entrée de l'École normale supérieure. Il y étudie de 1980 à 1985[réf. nécessaire] et devient agrégé de philosophie en 1985. Sa thèse de doctorat, soutenue en 1987, à la Sorbonne Paris IV est intitulée Diderot et la métaphysique. Elle fut publiée en 1997 sous le titre Diderot ou la Philosophie de la séduction.

### Carrière
Éric-Emmanuel Schmitt enseigne un an au lycée militaire de Saint-Cyr pendant son service militaire, puis deux ans à l’université de Besançon en tant qu’assistant-normalien, puis un an dans un lycée de Cherbourg. Il est ensuite élu maître de conférences à l'université de Chambéry, où il enseigne durant quatre ans[réf. nécessaire].
Le succès français puis international de sa pièce Le Visiteur en 1994 lui fait quitter l’université pour se consacrer entièrement à l’écriture.

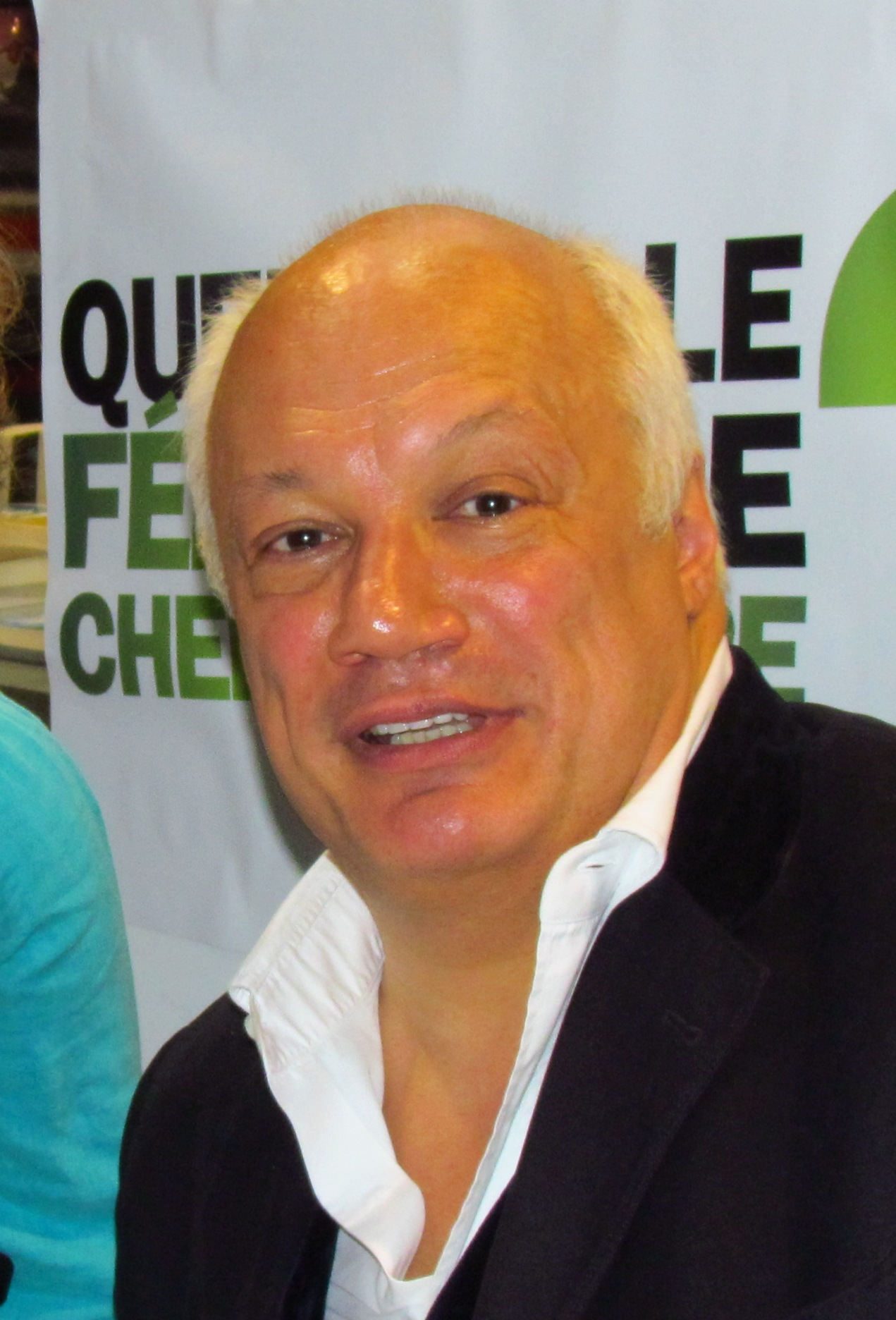
Éric-Emmanuel Schmitt à la foire du livre de Bruxelles en 2012.

Installé à Bruxelles depuis 2002, il a acquis la nationalité belge en 2008. Le 9 juin 2012 il est élu à l’Académie royale de langue et de littérature françaises de Belgique  au fauteuil 33, celui qu’avaient occupé Colette et Cocteau.
En 2016, il devient membre de l'Académie Goncourt et publie un roman d’enquête sur la violence et le sacré, L'Homme qui voyait à travers les visages.
Éric-Emmanuel Schmitt a aussi entrepris un livre qui raconte l'histoire de l'humanité dans une épopée de huit tomes. La série est intitulée La Traversée des Temps et jusqu'à date, seulement les quatre premières parties ont été publiées, soit Paradis perdus en 2021, La Porte du ciel en 2021, Le Soleil sombre en 2022 et La Lumière du bonheur en 2024.

### Autres activités
Le 1er décembre 1992, Éric-Emmanuel Schmitt crée l'Association TRUC (Théâtre et Recherches à l'Université de Chambéry), alors qu'il était maître de conférence à l'université de Savoie. Cette association, toujours en activité, regroupe diverses activités théâtrales et promeut l'accès au théâtre pour tous.
Depuis 2008, Éric-Emmanuel Schmitt est un des administrateurs de la Société Anonyme Antigone, dont le siège social était situé rue François Stroobant 4 à Bruxelles. Cette société gère les éditions de livres, les productions de films pour le cinéma et la télévision, des conseils pour les affaires et de gestion et des activités combinées de soutien lié aux bâtiments.
En janvier 2012, Éric-Emmanuel Schmitt prend la direction du théâtre Rive gauche à Paris. En juillet 2022, il prendra la direction artistique du Festival de la correspondance de Grignan.

### Parcours spirituel
En 1988, Éric-Emmanuel Schmitt vit une « extase mystique », qu'il décrit comme une « rencontre avec Dieu », alors qu'il est encore un jeune agrégé de philosophie athée et qu'il participe à un trek dans le désert du Hoggar, au Sahara algérien. Immédiatement, « sa philosophie de l’absurde s’est métamorphosée en une confiance dans le mystère, comme promesse de sens ». Il fera le récit de cette expérience mystique plusieurs décennies plus tard, en 2015, dans un récit autobiographique intitulé La Nuit de feu.
Il vit une « deuxième conversion », au Saint-Sépulcre, lors d'un pèlerinage à Jérusalem à la fin de l'année 2022. Il fait le récit de cette seconde expérience spirituelle dans Le Défi de Jérusalem, publié le Jeudi Saint 2023.

### Vie privée
Il vit en Belgique.

## Distinctions
- 1994 :
  - France, Paris, Molière du meilleur spectacle du théâtre privé, Molière de l'auteur et Molière de la révélation théâtrale pour Le Visiteur[22].
- 1995 :
  - France, prix du premier roman de l'université d'Artois pour La Secte des égoïstes[23]
- 1996 :
  - France, Paris, deux nominations aux Molières pour Variations énigmatiques.
- 1997 :
  - Allemagne, Cologne, prix du Théâtre de la ville pour Le Libertin.
  - France, Paris, six nominations aux Molières pour Le Libertin.
- 1998 :
  - France, Paris, prix de l'Académie Balzac et deux nominations aux Molières pour Frédérick ou le Boulevard du Crime.
- 2000 :
  - France, Paris, sept nominations aux Molières pour Hôtel des deux mondes.
- 2000/2001 :
  - France, chevalier de l'ordre des Arts et des Lettres.
- 2001 :
  - France, grand prix des lectrices de Elle pour L'Évangile selon Pilate. Cette année-là, le roman fut nommé pour plusieurs prix littéraires.
  - France, grand prix du théâtre de l’Académie française pour l'ensemble de son œuvre.
- 2004 :
  - France, prix des lecteurs de la Société des écrivains et du livre lyonnais et rhônalpins.
  - France, Lyon, prix de la Sélyre.
  - France, prix Jean-Bernard de l'Académie nationale de médecine pour Oscar et la Dame rose.
  - France, prix Chronos pour Oscar et la Dame rose.
  - France, le magazine Lire effectue un sondage auprès des Français pour qu'ils désignent les « livres qui ont changé leur vie » : Oscar et la Dame rose se trouve cité avec La Bible, Les Trois Mousquetaires ou Le Petit Prince.
  - Allemagne, Deutscher Bücherpreis (de) (grand prix du public / Publikumspreis) pour son récit Monsieur Ibrahim et les Fleurs du Coran.
  - Allemagne, Berlin, prix Die Quadriga, pour « son humanité et la sagesse dont son humour réussit à nourrir les hommes ».
- 2005 :
  - Suisse, prix Chronos pour Oscar et la Dame rose.
  - France, nomination au Molières en tant que meilleur acteur pour L'Évangile selon Pilate.
  - France, prix Rotary pour L'Enfant de Noé.
- 2006 :
  - Belgique, grand prix étranger décerné par les Scriptores Christiani pour Milarepa, Oscar et la Dame rose, L'Enfant de Noé, Monsieur Ibrahim et les Fleurs du Coran et le Visiteur.
- 2009 :
  - France, Meung-sur-Loire pour Ulysse from Bagdad, prix des Grands Espaces.
  - Italie, prix Scrivere per Amore pour La Rêveuse d'Ostende.
- 2010 :
  - France, Concerto à la mémoire d'un ange, prix Goncourt de la nouvelle.
  - Russie, The Reading Petersburg Price pour l’ensemble de son œuvre.
- 2012 :
  - Espagne, prix Ola de Oro pour le long métrage Oscar et la Dame rose[24].
  - France, prix Agrippa-d’Aubigné, décerné par le Lions Club, pour son livre La Femme au miroir[25].
  - France, grand prix Ardua 2012, décerné par l'Association régionale des diplômés des universités d'Aquitaine.
- 2013 :
  - Ukraine, a reçu la médaille pour le développement des arts et de la culture (plus haute distinction culturelle ukrainienne)
- 2014 :
  - Pologne, prix de l'ambassadeur de la Lecture, décerné par l’Institut du Livre polonais.
- 2016 :
  - Belgique, le 21 juillet 2016, il est élevé par le roi Philippe au rang de Commandeur de l’ordre de la Couronne[26].
  - Canada, le 22 novembre 2016, il reçoit le titre de docteur honoris causa de l'Université de Sherbrooke[27].
- 2017 :
  - France, Prix littéraire Groupe Paris-Lyon[28].
- 2018 :
  - Turquie, Prix littéraire Notre Dame de Sion pour Les Dix Enfants que madame Ming n'a jamais eus
- 2019 :
  - Québec, Insigne de Chevalier de l'Ordre national du Québec[29].
- 2020 :
  - France, Prix Jules Renard décerné par l'Académie Alphonse Allais pour Journal d'un amour perdu[30].
- 2021 :
  - France, Prix de l'auteur décerné par l'association Lire pour en Sortir pour l'ensemble de son œuvre. Lire pour en sortir est une association qui met la lecture et l’écriture au cœur de la réinsertion des personnes en détention[31].

- 2023 :
  - France, Grande Médaille d’or avec Plaquette d’Honneur décernée par la société académique Arts-Sciences-Lettres.

## Publications

### Romans
- La Secte des égoïstes (1994), prix du premier roman de l'université d'Artois
- L'Évangile selon Pilate (2000)
- La Part de l'autre (2001), Albin Michel - Le Livre de poche,  (ISBN 978-2-2531-5537-9)
- Lorsque j'étais une œuvre d'art (2002)
- Ulysse from Bagdad (2008)
- La Femme au miroir (2011)  (ISBN 978-2-226-22986-1)
- Les Perroquets de la place d'Arezzo (2013)
- L'Élixir d'amour (2014), roman court
- Le Poison d'amour (2014), roman court
- L'Homme qui voyait à travers les visages (2016)
- La Rivale, Albin Michel (2023)

### Recueils de nouvelles
- Odette Toulemonde et autres histoires (2006)
- La Rêveuse d'Ostende (2007)
- Concerto à la mémoire d'un ange (mars 2010), Prix Goncourt de la nouvelle
- Les Deux Messieurs de Bruxelles (novembre 2012)
- La Part de Reine, dans 13 à table ! 2015, Paris : Pocket n° 16073, novembre 2014.  (ISBN 978-2-266-25405-2)
- La Vengeance du pardon (2017)

### Cycle de l'invisible
Le Cycle de l'invisible regroupe plusieurs romans et récits :
- Milarepa (1997)
- Monsieur Ibrahim et les Fleurs du Coran (2001)[32]
- Oscar et la Dame rose (2002)
- L'Enfant de Noé (2004)
- Le Sumo qui ne pouvait pas grossir (2009)
- Les Dix Enfants que madame Ming n'a jamais eus (2012)
- Madame Pylinska et le Secret de Chopin (2018)
- Félix et la Source invisible (2019)

### La Traversée des temps
Ce cycle romanesques est prévu, selon la présentation de l'éditeur (Albin Michel), en guise d'avant-propos du tome I, pour comporter huit tomes, dont quatre sont parus jusqu'à présent:
1. Paradis perdus (fin du néolithique et déluge) ; 2. La Porte du ciel (Babel et la civilisation mésopotamienne) ; 3. Le Soleil sombre (l’Égypte des Pharaons et Moïse) ; 4. La Lumière du bonheur (la Grèce au IVe siècle av. J.-C.) ; 5. Les Deux Royaumes (Rome et la naissance du christianisme) ; 6. La Mystification (l’Europe médiévale et Jeanne d’Arc) ; 7. Le Temps des conquêtes (la Renaissance et la découverte des Amériques) ; 8. Révolutions (Révolutions politiques, industrielles, techniques).
- La Traversée des temps, t. 1 : Paradis perdus (2021)[33]
- La Traversée des temps, t. 2 : La Porte du ciel (2021)
- La Traversée des temps, t. 3 : Soleil sombre (2022, titre légèrement différent de celui annoncé par Albin Michel en 2021)
- La Traversée des temps, t. 4 : La Lumière du bonheur (2024)

### Récits autobiographiques
- La Nuit de feu (2015), récit autobiographique[34],[35]
- Journal d'un amour perdu (2019), récit autobiographique, Éditions Albin Michel[36],[37]
- Le Défi de Jérusalem (2023), récit autobiographique, avec une postface du pape François, Albin Michel[38],  (ISBN 9782226450241)

### «Le Bruit qui pense»
- Ma vie avec Mozart (2005)  — accompagné d'un disque d'extraits musicaux de Wolfgang Amadeus Mozart
- Quand je pense que Beethoven est mort alors que tant de crétins vivent (2010)  — accompagné d'un disque d'extraits musicaux de Ludwig van Beethoven
- Le Carnaval des animaux (2014)  — accompagné d'un disque d'extraits musicaux de Camille Saint-Saëns
- Le Mystère Bizet (2017)

### Essais
- Diderot ou la Philosophie de la séduction, Albin Michel, 1997  (ISBN 222623666X).
- Guignol aux pieds des Alpes, Paris, National geographic France, coll. « France vagabonde », Paris, 2002  (ISBN 2845820534)
- Plus tard, je serai un enfant (2017), Éditions Bayard.

### Littérature d'enfance et de jeunesse
- Les Chiens ne font pas des chats, illustré par Caroline Piochon, Hachette Jeunesse, coll. « Il était un dicton », 2021  (ISBN 9782380510157)
- Le Chaton qui avait peur de tout[39], illustré par Barbara Brun, Hachette Jeunesse, coll. « Les contes de la chouette », 2021  (ISBN 9782017135296).
- L'Ours qui voulait être heureux[39], illustré par Barbara Brun, Hachette Jeunesse, coll. « Les contes de la chouette », 2022  (ISBN 9782017171171).

### Bande dessinée
- Aventures de Poussin 1er.
- 1. Cui suis-je ?[40], Dupuis, Marcinelle, 6 septembre 2013
Scénario : Éric-Emmanuel Schmitt - Dessin : Janry - Couleurs : Cerise -  (ISBN 978-2-8001-5397-1)
- 2. Les Apparences sont trompeuses[41], Dupuis, Marcinelle, 6 novembre 2015
Scénario : Éric-Emmanuel Schmitt - Dessin : Janry - Couleurs : Cerise -  (ISBN 978-2-8001-5941-6)

### Livres audio

#### Livres lus et interprétés par l'auteur
- Monsieur Ibrahim et les Fleurs du Coran
- Oscar et la Dame rose
- L'Enfant de Noé
- Le Sumo qui ne pouvait pas grossir
- Les Dix Enfants que madame Ming n'a jamais eus
- Les Deux Messieurs de Bruxelles
- La Nuit de feu
- L'Écrivain - entretien inédit par Jean-Luc Hees
- Madame Pylinska et le Secret de Chopin
- Félix et la Source invisible
- Journal d'un amour perdu
- La Traversée des temps, t. 1: Paradis perdus
- La Traversée des temps, t. 2: La Porte du ciel
- La Traversée des temps, t. 3: Soleil sombre
- La Traversée des temps, t. 4: La Lumière du bonheur

#### Livres lus et interprétés par des comédiens divers
- La Rêveuse d'Ostende par Pierre Arditi
- Ulysse from Bagdad par Bernard Malaka
- Concerto à la mémoire d'un ange par Daniel Nicodème
- La Femme au miroir par Marianne Épin, Nathalie Hugo, Cachou Kirsch et Valérie Lemaître
- L'Élixir d'amour par Odile Cohen et Adrien Antoine
- L'Homme qui voyait à travers les visages par Thierry Lopez
- La Vengeance du pardon par Marie-Christine Barrault

## Théâtre
Sauf indication contraire ou complémentaire, les informations mentionnées dans cette section peuvent être confirmées par la base de données Les Archives du spectacle.

### Auteur

#### Courtes pièces en un acte
- L'École du diable (1996)
- Le Bâillon (1999)
- Mille et un jours (2000)

#### Pièces en plusieurs actes
- La Nuit de Valognes (1991)
  - avec Micheline Presle, Mathieu Carrière, Danièle Lebrun, Florence Darel, Dominique Guillo.
- Le Visiteur (1993)
  - Création le 23 septembre 1993 : Petit Théâtre de Paris (Paris) avec Maurice Garrel, Thierry Fortineau, Josiane Stoléru, Joël Barbouth. Reprise avec Robert Rimbaud
  - Création 2008 : Théâtre de l'Ouest Parisien, production Théâtre de Namur avec Alexandre von Sivers, Benoît Verhaert, Nathalie Laroche, Gérald Wauthia
  - Création 2011 avec Francis Lalanne, Jean-Claude Drouot, Laure Gouget, Serge Le Lay
  - Création le 2 octobre 2020 : Le SEL (Sèvres), production théâtre Rive gauche avec Sam Karmann, Franck Desmedt, Katia Ghanty, Maxime de Toledo
- Golden Joe (1995)
  - avec Robin Renucci, Francine Bergé, Sandrine Dumas
- Variations énigmatiques (1997)
  - avec Alain Delon, Francis Huster
- Milarepa (1997)

(adaptation au théâtre de sa nouvelle du même nom)
- Le Libertin (1997)
  - avec Bernard Giraudeau
- Frédérick ou le Boulevard du Crime (1998)
  - avec Jean-Paul Belmondo
- Hôtel des deux mondes (1999)
  - avec Jean-Yves Berteloot, Rufus, Bernard Dhéran, Catherine Arditi, Viktor Lazlo, Laurence Côte (1999)
  - avec Davy Sardou, Jean-Paul Farré, Jean-Jacques Moreau, Michèle Garcia, Odile Cohen, Noémie Elbaz (2017)
- Monsieur Ibrahim et les Fleurs du Coran (2001)[42],[43]
- Oscar et la Dame rose
  - avec Danielle Darrieux (2002)
  - avec Jacqueline Bir (2003)
  - avec Anny Duperey (2005)
  - avec Judith Magre (2015)
  - avec Pierre Matras (2018), Grenier de Toulouse à la Comédie Bastille
- Petits crimes conjugaux
  - avec Bernard Giraudeau, Charlotte Rampling (2003)
  - avec Fanny Cottençon, Sam Karmann (2016)
- Mes évangiles (2004)

(adaptation au théâtre de son roman L'Évangile selon Pilate)
- La Tectonique des sentiments (2008)
  - avec Clémentine Célarié, Tchéky Karyo
- Kiki van Beethoven (2010)

(suite pour le théâtre de son œuvre Quand je pense que Beethoven est mort alors que tant de crétins vivent)
- avec Danièle Lebrun

- Le Journal d'Anne Frank (2012)

(adaptation du Journal d'Anne Frank)
- avec Francis Huster, Roxane Duran

- Un homme trop facile (2013)
  - avec Roland Giraud, Jérôme Anger, Julie Debazac, Sylvain Katan
- The Guitrys (2013)
  - avec Martin Lamotte, Claire Keim, Sylvain Katan
- La Trahison d'Einstein (2014)
  - avec Francis Huster, Jean-Claude Dreyfus
- Georges et Georges (2014)
  - avec Davy Sardou et Alexandre Brasseur
- Si on recommençait (2014)
  - avec Michel Sardou

#### Adaptations
- Le Bossu (2008)

(adaptation au théâtre du roman de Paul Féval)
- Milady (2010)

(adaptation du roman d'Alexandre Dumas Les Trois Mousquetaires)
- avec Natacha Amal

- Le Joueur d'échecs (2014)

(adaptation de la pièce de Stefan Zweig)
- Hibernatus (2015)

(adaptation de la pièce de Jean Bernard-Luc)
- avec Ingrid Chauvin, Jean-Luc Reichmann

- Vingt-quatre heures de la vie d'une femme (2015)

(adaptation de la pièce de Stefan Zweig)
- avec Clémentine Célarié

- L'Élixir d'amour (2015)
  - avec Marie-Claude Pietragalla, Éric-Emmanuel Schmitt
- Libres sont les papillons (2016)

(adaptation de la pièce de Leonard Gershe)
- avec Anouchka Delon, Julien Dereims, Nathalie Roussel et Guillaume Beyeler

- Le Chien (2016)
  - avec Mathieu Barbier et Patrice Dehent
- Confidences (2017)

(adaptation de la pièce de Joe DiPietro (en))
- avec Marie-Christine Barrault, Alain Doutey, Arthur Fenwick et Claudia Dimier.

#### Spectacles musicaux
- Ma vie avec Mozart
- Le Mystère Bizet
- Le Mystère Carmen
- Le Carnaval des animaux
- Egmont

#### Opéras
Traductions de deux opéras de Mozart :
- Les Noces de Figaro
- Don Giovanni

### Metteur en scène
- 2008 : La Tectonique des sentiments[44].

### Comédien
- 2011 : Ma vie avec Mozart, récitant, avec l’Orchestre Symphonique Confluences, direction musicale Philippe Fournier.
- 2012-2019 : Monsieur Ibrahim et les Fleurs du Coran, seul en scène, à Paris, en tournée en France, Suisse, Belgique, Luxembourg, Canada, Italie, États-Unis, Liban.
- 2014 : Le Mystère Bizet, récitant, avec la mezzo-soprano Karine Deshayes, le ténor Philippe Do et le pianiste Nicolas Stavy à l'Opéra de Paris.
- 2015 : L'Élixir d'amour, Adam. Mise en scène de Steve Suissa, avec Marie-Claude Pietragalla.
- 2018 : Madame Pylinska et le Secret de Chopin, création au Théâtre National de Nice, avec Nicolas Stavy (pianiste), mise en scène Pascal Faber.
- 2019 : Le Mystère Carmen (nouvelle version du Le Mystère Bizet), Théâtre du Nouveau Monde, Montréal, mise en scène Lorraine Pintal, avec Marie-Josée Lord (soprano), Jean-Michel Richer (ténor), Dominic Bouliane (pianiste).

### Captations de ses pièces
- Hôtel des deux mondes
- Le Libertin
- Petits Crimes conjugaux
- Mes évangiles
- L'Évangile selon Pilate
- La Nuit des oliviers

## Filmographie
Sauf indication contraire, les informations mentionnées dans cette section peuvent être confirmées par les bases de données cinématographiques IMDb et Allociné,  présentes dans la section « Liens externes ».

### Réalisateur
- 1996 : Variations énigmatiques (téléfilm)
- 2006 : Odette Toulemonde
- 2009 : Oscar et la Dame rose

### Scénariste

#### Cinéma
- 2000 : Le Libertin de Gabriel Aghion - adaptation et dialogues
- 2003 : Monsieur Ibrahim et les Fleurs du Coran de François Dupeyron[45]
- 2006 : Odette Toulemonde de lui-même
- 2009 : Oscar et la Dame rose de lui-même

#### Télévision
- 1996 : Variations énigmatiques (téléfilm) de lui-même
- 2001 : L'Étrange Monsieur Joseph (téléfilm) de Josée Dayan - adaptation du livre homonyme d'Alphonse Boudard
- 2003 : Les Liaisons dangereuses (mini-série) de Josée Dayan - adaptation du roman homonyme de Pierre Choderlos de Laclos
- 2003 : Aurélien (téléfilm) d'Arnaud Sélignac - adaptation du roman homonyme de Louis Aragon
- 2004 : Volpone (téléfilm) de Frédéric Auburtin (TF1) - d'après la pièce homonyme de Ben Jonson
- 2005 : Enigma - Eine uneingestandene Liebe (téléfilm) de Volker Schlöndorff

### Acteur
- 2013 : La Dernière Campagne (téléfilm) de Bernard Stora : Patrick Buisson

### Adaptations de son œuvre par d'autres
- 2017 : Piccoli crimini coniugali d'Alex Infascelli - scénario d'Alex Infascelli et Francesca Manieri (it) d'après la pièce de théâtre Petits Crimes conjugaux
- 2023 : Kleine Eheverbrechen de Christian Werner - scénario de Klaus Pieber d'après la pièce de théâtre Petits Crimes conjugaux
- 2023 : Moghimane Nakoja de Shahab Hosseini - scénario de Shahab Hosseini d'après la pièce de théâtre Hôtel des deux mondes